# Автошлях Т 1025
Автошлях Т 1025 — автомобільний шлях територіального значення в Київській області. Пролягає територією Броварського та Бориспільського районів. 
Проходить через населені пункти Баришівка, Веселинівка, Поділля, Переяслав. Загальна довжина — 56,7 км.